# Ривъртън (Уайоминг)
Ривъртън (на английски: Riverton) е град в окръг Фримонт, щата Уайоминг, САЩ. Ривъртън е с население от 9310 жители (2000) и обща площ от 25,3 km². Намира се на 1509 m надморска височина. ЗИП кодът му е 82501, а телефонният му код е 307.